# Li Po
Li Po ili Li Bai (kineski: 李白, pinyin: Lǐ Bó ili Lǐ Bái, Wade-Giles: Li Po ili Li Pai; 701. – 762.) kineski je pjesnik koji je živio za vrijeme dinastije Tang. Smatra se najvažnijim pjesnikom u povijesti kineske književnosti i uživa titulu Besmrtnog pjesnika. Smatra se da je napisao oko 1100 pjesama. 
Bio je taoist, ali je isto tako bio sklon konzumaciji alkohola. Legenda kaže da se utopio u rijeci Jangce kada je pijan pokušao zagrliti odsjaj Mjeseca u vodi.